# 30141 Nelvenzon
30141 Nelvenzon è un asteroide della fascia principale. Scoperto nel 2000, presenta un'orbita caratterizzata da un semiasse maggiore pari a 2,3963969 UA e da un'eccentricità di 0,1244705, inclinata di 6,66144° rispetto all'eclittica.